# Bulletproof
Bulletproof är en låt skriven av Dino Medanhodzic, Johanna Jansson (Dotter) och Erik Dahlqvist, framförd av Dotter.
Låten tävlade med startnummer 3 i den andra deltävlingen av Melodifestivalen 2020 i Göteborg, från vilken den kvalificerade sig direkt till finalen. Väl i finalen slutade låten på en andra plats, endast en poäng efter vinnaren The Mamas. Senare offentliggjordes att det skilde över 120 000 röster mellan platserna och att Dotter hade behövt två poäng till för att vinna.
Framträdande beskrivs av Svenska Dagbladet som en glimrande lasershow och intelligent melodibygge med små utrop lånade från Trance Dance. Koreografer och nummerkreatörer: Julius Hayes, Lotta Furebäck och Sacha Jean-Baptiste.

## Listplaceringar
| Lista (2020)                | Topplacering |
| --------------------------- | ------------ |
| Sverige (Sverigetopplistan) | 2            |